# نیکولا سیکونه (بازیکن فوتبال)
نیکولا سیکونه (انگلیسی: Nicola Ciccone؛ زادهٔ ۲۱ آوریل ۱۹۹۶) بازیکن فوتبال است.
از باشگاه‌هایی که در آن بازی کرده‌است می‌توان به باشگاه فوتبال مسینا اشاره کرد.
وی همچنین در تیم ملی فوتبال زیر ۱۸ سال ایتالیا بازی کرده‌است.